# Enter (album)
Enter – debiutancki album studyjny holenderskiej formacji metalowej Within Temptation, wydany 6 kwietnia 1997 roku przez wytwórnię DSFA Records. 18 września 2007 roku płyta została wydana w Stanach Zjednoczonych nakładem wytwórni Season of Mist. Album w porównaniu z późniejszymi studyjnymi wydawnictwami grupy posiada bardziej rozbudowane sekcje instrumentalne i mniejsze partie wokalne. Oprócz mezzosopranu Sharon den Adel na krążku można usłyszeć także deathmetalowy growling Roberta Westerholta. Teksty piosenek poruszają zagadnienia związane z ciemnością, śmiercią, pustką i duchami.

## Lista utworów
Opracowano na podstawie materiału źródłowego.
| Nr | Tytuł utworu                               | Autorzy                                                | Długość |
| -- | ------------------------------------------ | ------------------------------------------------------ | ------- |
| 1. | „Restless”                                 | Robert Westerholt, Martijn Westerholt, Sharon den Adel | 6:08    |
| 2. | „Enter”                                    | Robert Westerholt, Sharon den Adel, Richard Willemse   | 7:15    |
| 3. | „Pearls of Light”                          | Robert Westerholt, Sharon den Adel, Richard Willemse   | 5:15    |
| 4. | „Deep Within” (gościnnie: George Oosthoek) | Robert Westerholt, Sharon den Adel                     | 4:30    |
| 5. | „Gatekeeper”                               | Robert Westerholt, Sharon den Adel                     | 6:43    |
| 6. | „Grace”                                    | Robert Westerholt, Sharon den Adel                     | 5:10    |
| 7. | „Blooded”                                  | Robert Westerholt                                      | 3:38    |
| 8. | „Candles”                                  | Robert Westerholt, Sharon den Adel                     | 7:07    |
|    |                                            |                                                        | 45:46   |